# Emely Jäggi
Emely Jäggi, född 13 oktober 2008, är en schweizisk sportskytt. Hennes äldre syster, Vivien Jäggi, är också en sportskytt.

## Karriär
Vid junior-VM 2023 i Changwon tog Jäggi fyra medaljer. Hon tog guld i lagtävlingen i 50 meter gevär 3 ställningar tillsammans med sin syster Vivien Jäggi och Audrey Gogniat samt brons individuellt i samma gren. Jäggi tog även silver i 50 meter liggande gevär samt ytterligare ett silver i lagtävlingen i samma gren tillsammans med Vivien Jäggi och Jennifer Kocher.
Vid världscupstävlingen i Kairo 2024 tog Jäggi brons i 50 meter gevär 3 ställningar. Vid EM 2024 i Osijek tog hon brons i 50 meter gevär 3 ställningar samt guld i lagtävlingen i samma gren tillsammans med Chiara Leone och Nina Christen.